# Stati del Sacro Romano Impero (P)
Questo è un elenco degli stati del Sacro Romano Impero, inizianti per la lettera P:
| Nome | Tipologia                                                                 | Provincia                          | Seggio | Formazione                                                                  | Note |
| --- | ------------------------------------------------------------------------- | ---------------------------------- | ------ | --------------------------------------------------------------------------- | --- |
| Paderborn                                                                                               | 795: Vescovato 1127: Principato Vescovile                                 | Provincia del Basso Reno           | EC     | 881                                                                         | 777: fondazione della prima chiesa a Paderborn tra l'815 e l'862: Paderborn riceve un decreto di speciale protezione imperiale da parte dell'Imperatore Ludovico il Pio 881: Conferma del Vescovato di Paderborn come contea 974: L'Imperatore Ottone II accorda il diritto di libera elezione dei vescovi 1793: Consiglio dei Principi 1803: Secolarizzato e annesso alla Prussia 1807: al Regno di Vestfalia 1813: alla Prussia |
| Palatinato Kurpfalz Conte Palatino del Reno, Arci-Steward e Principe Elettore del Sacro Romano Impero   | 1095: Contea Palatina 1356: Principato Elettorale del Sacro Romano Impero | Provincia dell'Elettorato del Reno | EL     | 945; origini nel VI sec.                                                    | 945: Palatinato di Lorena 1095: Palatinato del Reno 1214: La Contea Palatina passa per eredità ai Wittelsbach di Baviera 1623: L'eredità Elettorale è trasferita alla Baviera 1628: Incorporata alla Baviera 1648: Nuova sede elettorale garantita al Palatinato 1777: Ereditato dalla Baviera 1803: Diviso 1410: Diviso in Palatinato Elettorale, Alto Palatinato Palatinato-Amberg, Palatinato-Mosbach e Palatinate-Zweibrücken 1448: estinzione della linea del Palatinato-Mosbach; riunito al Palatinato Elettorale 1499: si estingue la linea dell'Alto Palatinato; unito al Palatinato Elettorale 1582: Consiglio dei Principi 1610: Diviso in se stesso e nel Palatinate-Simmern 1777: Ereditato dalla Baviera 1803: Incorporato nella Baviera |
| Palatinato-Amberg                                                                                       | Contea Palatina                                                           | n/a                                | n/a    | 1410: Diviso dal Palatinato                                                 | 1448: Annesso al Palatinato |
| Palatinato-Birkenfeld                                                                                   | Contea Palatina                                                           | Provincia dell'Alto Reno           | n/a    | 1569: Divisa dal Palatinato-Zweibrücken                                     | 1600: Diviso in se stesso e nel Palatinato-Bischweiler 1671: Annessoa al Palatinato-Neuburg 1735: Diviso dal Palatinato-Bischweiler 1775: Annesso al Palatinato-Gelnhausen |
| Palatinato-Bischweiler                                                                                  | Contea Palatina                                                           | Provincia dell'Alto Reno           | n/a    | 1600: Diviso dal Palatinato-Birkenfeld                                      | 1654: Diviso in Palatinato-Bischweiler e Palatinato-Gelnhausen 1671: Ereditato dall'estinzione della linea dei Birkenfeld 1731: Ereditato dal Ducato di Zweibrucken 1735: Diviso in Palatinato-Birkenfeld e Palatinato-Zweibrücken |
| Palatinato-Gelnhausen                                                                                   | Contea Palatina                                                           | Provincia dell'Alto Reno           | n/a    | 1654: Diviso dal Palatinato-Lützelstein                                     | 1801: Annesso alla Francia |
| Palatinato-Hilpolstein                                                                                  | Contea Palatina                                                           | Provincia Bavarese                 | n/a    | 1614: Divisa dal Palatinato-Neuburg                                         | 1644: Annessa al Palatinato-Sulzbach |
| Palatinato-Kleeburg                                                                                     | Contea Palatina                                                           | Provincia dell'Alto Reno           | n/a    | 1604: Divisa dal Palatinato-Zweibrücken                                     | 1654 - 1718: Annessa alla Svezia 1718: Annessa al Palatinato-Landsberg |
| Palatinato-Landsberg                                                                                    | Contea Palatina                                                           | Provincia dell'Alto Reno           | n/a    | 1604: Divisa dal Palatinato-Zweibrücken                                     | 1677 - 1693: Annessa alla Francia 1731: Annessa al Palatinato-Bischweiler |
| Palatinato-Lautern                                                                                      | Contea Palatina                                                           | Provincia dell'Alto Reno           | PR     | 1576: Divisa dal Palatinato                                                 | 1592: Riunita al Palatinato |
| Palatinato-Lützelstein                                                                                  | Contea Palatina                                                           | Provincia dell'Alto Reno           | n/a    | 1592: Divisa dal Palatinato-Veldenz                                         | 1654: Divisa in Palatinato-Gelnhausen e Palatinato-Lautereck |
| Palatinato-Mosbach                                                                                      | Contea Palatina                                                           | n/a                                | n/a    | 1410: Divisa dal Palatinato                                                 | 1499: Annessa al Palatinato |
| Palatinato-Neuburg                                                                                      | Contea Palatina                                                           | Provincia Bavarese                 | PR     | 1505: Creato per Ottone e Filippo, figli di Roberto di Frisinga             | 1557: Venduto al Palatinato-Zweibrücken 1569: Divisa dal Palatinato-Zweibrücken 1614: Divisa in se stessa, Palatinato-Hilpoltstein e Palatinato-Sulzbach 1685: Elettorato Palatino |
| Palatinato-Simmern                                                                                      | Contea Palatina                                                           | Provincia dell'Alto Reno           | PR     | 1410: Divisa dal Palatinato                                                 | 1559: Elettorato Palatino 1673: Annessa al Palatinato |
| Palatinato-Sulzbach                                                                                     | Contea Palatina                                                           | Provincia Bavarese                 | n/a    | 1569: Divisa dal Palatinato-Zweibrücken                                     | 1604: Annessa al Palatinato-Neuburg 1614: Divisa dal Palatinato-Neuburg 1742: Elettorato Palatino |
| Palatinato-Veldenz                                                                                      | Contea Palatina                                                           | Provincia dell'Alto Reno           | PR     | 1514: Divisa dal Palatinato-Zweibrücken                                     | 1592: Divisa in Palatinato-Lautereck e Palatinato-Lützelstein |
| Palatinato-Vohenstrauss                                                                                 | Contea Palatina                                                           | Provincia dell'Alto Reno           | n/a    | 1569: Divisa dal Palatinato-Zweibrücken                                     | 1597: Annessa al Palatinato-Neuburg |
| Palatinato-Zweibrücken                                                                                  | Contea Palatina                                                           | Provincia dell'Alto Reno           | PR     | 1410: Divisa dal Palatinato                                                 | 1459: Divisa in se stessa e nel Palatinato-Simmern 1514:Divisa in se stessa e nel Palatinato-Veldenz 1569: Divisa in se stessa, Palatinato-Birkenfeld, Palatinato-Neuburg, Palatinato-Sulzbach e Palatinato-Vohenstrauss 1604: Divisa in se stessa, Palatinato-Kleeburg e Palatinato-Landsberg 1661: Annette il Palatinato-Landsberg 1735: Divisa dal Palatinato-Bischweiler 1600: Divisione in Palatinato-Birkenfeld (estinta nel 1671) e Palatinato-Bischweiler 1797: Annessa alla Francia |
| Palatinato-Zweibrucken-Birkenfeld                                                                       | 1731: Ducato                                                              |                                    |        |                                                                             | 1731: Principale di Zweibrucken |
| Pappenheim Conte del Sacro Romano Impero e Signore di Pappenheim                                        | c. 1030: Signoria 1628: Contea                                            |                                    |        | c. 1030                                                                     | 1439: Divisione in Aletzheim, Gräfenthal e Treutlingen 1558: Divisione in Pappenheim e Stühlingen 1536: Assorbita Gräfenthal 1740/1742: Confermato lo status di Conti del Sacro Romano Impero 1647: Assorbita Treutlingen 1697: Assorbita Aletzheim 1806: alla Baviera |
| Parkstein                                                                                               | 1776: Contea del Sacro Romano Impero                                      |                                    |        |                                                                             | 1777: ai Signori di Reipoltskirchen |
| Passavia                                                                                                | c. 722: Vescovato                                                         | Provincia Bavarese                 | EC     | 999                                                                         | 1500: Provincia Bavarese 1793: Consiglio dei Principi 1803: Annesso a Salisburgo 1805: Secolarizzato alla Baviera |
| Passavant                                                                                               | Signoria                                                                  |                                    |        |                                                                             | |
| Petershausen                                                                                            | 983: Abbazia                                                              | Provincia Sveva                    |        |                                                                             | 983: L'Abbazia è fondata da San Gebardo II (979-995) 1793: Consiglio dei Principi |
| Pfäfers Pfafers                                                                                         | 740: Abbazia Abbazia del Sacro Romano Impero                              |                                    |        |                                                                             | |
| Pfullendorf                                                                                             | Libera Città Imperiale                                                    | Provincia Sveva                    | SW     |                                                                             | Divisa nel 1803 |
| Piombino                                                                                                | Principato                                                                |                                    |        | 1594: Creato da Rodolfo II come feudo per gli Appiani nel sud della Toscana | 1801: Abolito da Napoleone Bonaparte e poi ripristinato per la sorella Elisa. |
| Platen                                                                                                  | Signoria 1630: Baronia                                                    |                                    |        | c. 1396                                                                     | Acquisisce Hallermund 1707: Forma la Contea di Platen-Hallermund |
| Platen-Hallermund                                                                                       | Contea                                                                    |                                    |        | 1707: Creata dall'unione della Baronia di Platen e di Hallermund            | |
| Plesse                                                                                                  | Signoria                                                                  |                                    |        |                                                                             | 1571: Estinzione della linea; passata all'Assia |
| Plettenberg                                                                                             | Signoria 1724: Contea del Sacro Romano Impero                             |                                    |        | c. 1643                                                                     | 1698: Divisione in Plettenberg-Lenhausen e Plettenberg-Wittem 1722: ai Signori di Wittem e Eyss 1732: Stato Imperiale |
| Plettenberg-Lenhausen                                                                                   |                                                                           |                                    |        | 1698: Divisa da Plettenberg                                                 | 1730: Annessa a Plettenburg-Wittem |
| Plettenberg-Wittem Conte del Sacro Romano Impero di Plettenberg e Wittem                                | Signoria 1724: Contea                                                     |                                    |        | 1698: Divisa da Plettenberg                                                 | |
| Plön | Ducato                                                                    |                                    |        |                                                                             | |
| Pluwig                                                                                                  | Signoria                                                                  |                                    |        |                                                                             | |
| Pomerania                                                                                               | Ducato                                                                    | Alta Sassonia                      | PR     |                                                                             | 1156: Divisione in Pomerania-Stettin e Pomerania-Demmin 1181: la Pomerania diventa un feudo imperiale 1185: la Pomerania diventa un feudo danese 1227: nuovamente un feudo imperiale 1231: Sotto l'autorità feduale dei Margravi di Brandeburgo 1236: Pomerania-Demmin accetta l'autorità feudale del Brandeburgo; Stargard passa al Brandeburgo 1250: i Duchi di due linee vengono investiti del Margraviato di Brandeburgo 1250: Barnim I acquista il castello ed il territorio di Wolgast 1264: estinzione della linea di Pomerania-Demmin |
| Pomerania esterna                                                                                       |                                                                           |                                    |        |                                                                             | 1582: Consiglio dei Principi |
| Pomerania interna                                                                                       | Ducato                                                                    | Alta Sassonia                      | PR     |                                                                             | 1582: Consiglio dei Principi |
| Pomerania-Wolgast                                                                                       | Ducato                                                                    |                                    |        |                                                                             | |
| Provenza                                                                                                | 855: Regno 879: Contea                                                    |                                    |        |                                                                             | 863: Divisa tra Italia (sud) e Lorena (nord) 869-877: Governo francese 933: al Regno di Arles 1032-1246: al Sacro Romano Impero 1113-1246: ai Conti di Barcellona 1246: Feudo francese 1481: in unione personale coi domini della Corona Francese |
| Prüm Prum Pruem                                                                                         | Principato Abbaziale                                                      | Provincia dell'Alto Reno           | EC     |                                                                             | 720: Abbazia del Sacro Romano Impero 721: Prum viene edificata 1574: Ceded to Trier 1793: Consiglio dei Principi 1797: Annessa alla Francia 1815: Incorporata alla Prussia |
| Pückler e Limpurg                                                                                       | Contea                                                                    | Provincia di Franconia             | FR     | Rinominata da Pückler quando eredita una parte di Limpurg                   | |
| Pyrbaum                                                                                                 | Signoria                                                                  |                                    |        |                                                                             | 1500: Provincia Bavarese |
| Pyrmont Principe di Waldeck e Pyrmont, Conte di Rappolstein, Signore di Hohenack e Geroldseck am Wasgau | Contea                                                                    | Provincia del Basso Reno           | WF     | 1149                                                                        | 1557: Annessa a Sternberg e Pyrmont 1583: Ritrattata sulla partizione 1631: Annessa a Waldeck-Eisenberg |
| Pyrmont (in Eifel)                                                                                      | Contea                                                                    | Provincia del Basso Reno           | WF     |                                                                             | Ottenuta dall'Abate di Bassenheim |